# Jean Poch
Pas d'image ? Cliquez ici

a Compétitions nationales et continentales officielles uniquement.

b Matchs officiels uniquement.
Jean Poch dit Monsieur Jean, né le 16 avril 1917 à Rieux-Minervois et mort le 22 août 2000 à Carcassonne, est un joueur et entraîneur de rugby à XIII. Il est l'un des artisans de la grande période d'après-guerre de Carcassonne et de la mise en lumière de Lézignan à la fin des années 1950.
En raison du conflit 1939-1945, ce pilier n'a jamais plus s'épanouir sur le plan international et il ne portera qu'une seule fois le maillot tricolore.
Néanmoins, sur le plan national il remporte le championnat de France et la Coupe de France avec Carcassonne, puis avec Lézignan dont il est l'entraineur en 1961. Il entraîna ensuite Limoux au milieu des années 1970.

## Biographie
Jean Poch avait la réputation de toujours porter un « chapeau primeur » . Il  était commerçant (vendeur de voitures) de profession. Il créa en 1970 « l'Amicale des anciens joueurs de l'ASC XIII ».
Un auteur le considère comme une «  légende de Carcassonne  » et une «  icône du rugby à XIII ».

## Palmarès

### Rugby à XV
- Collectif : 
  - Vainqueur de la Coupe nationale (zone sud) : 1941 (Languedoc-Roussillon).

#### Statistiques en club
| 1933-34 | FC Lézignan    | Championnat de France                         | Poules de neuf                                |                                               |                                               |                                               |                                               |                                               |                                               |                                               |                                               |                                               |
| 1934-35 | FC Lézignan    | Championnat de France                         | 1/8 finale                                    |                                               |                                               |                                               |                                               |                                               |                                               |                                               |                                               |                                               |
| 1935-36 | FC Lézignan    | Championnat de France                         | Barrage                                       |                                               |                                               |                                               |                                               |                                               |                                               |                                               |                                               |                                               |
| 1936-37 | AS Carcassonne | Championnat de France                         | 1/4 finale                                    | Challenge Yves du Manoir                      | 4e (groupe B)                                 |                                               |                                               |                                               |                                               |                                               |                                               |                                               |
| 1937-38 | AS Carcassonne | Championnat de France                         | 1/4 finale                                    | Challenge Yves du Manoir                      | 2e (groupe A)                                 |                                               |                                               |                                               |                                               |                                               |                                               |                                               |
| 1938-39 | AS Carcassonne | Passage au rugby à XIII de l'A.S. Carcassonne | Passage au rugby à XIII de l'A.S. Carcassonne | Passage au rugby à XIII de l'A.S. Carcassonne | Passage au rugby à XIII de l'A.S. Carcassonne | Passage au rugby à XIII de l'A.S. Carcassonne | Passage au rugby à XIII de l'A.S. Carcassonne | Passage au rugby à XIII de l'A.S. Carcassonne | Passage au rugby à XIII de l'A.S. Carcassonne | Passage au rugby à XIII de l'A.S. Carcassonne | Passage au rugby à XIII de l'A.S. Carcassonne | Passage au rugby à XIII de l'A.S. Carcassonne |
| 1940-41 | AS Carcassonne |                                               |                                               |                                               |                                               |                                               |                                               |                                               |                                               |                                               |                                               |                                               |
| 1941-42 | AS Carcassonne |                                               |                                               |                                               |                                               |                                               |                                               |                                               |                                               |                                               |                                               |                                               |
| 1942-43 | AS Carcassonne | Championnat de France                         | 1/8 finale (zone sud)                         |                                               |                                               |                                               |                                               |                                               |                                               |                                               |                                               |                                               |
| 1943-44 | AS Carcassonne | Championnat de France                         | Poules de huit                                |                                               |                                               |                                               |                                               |                                               |                                               |                                               |                                               |                                               |

### Rugby à XIII

#### En tant que joueur
- Collectif :
  - Vainqueur du Championnat de France : 1945 et 1946 (Carcassonne).
  - Vainqueur de la Coupe de France : 1946 et 1947 (Carcassonne).
  - Finaliste du Championnat de France : 1947 et 1948 (Carcassonne).
  - Finaliste de la Coupe de France : 1945 et 1948 (Carcassonne).

#### Détails en sélection
Jean Poch porte une fois le maillot tricolore le 8 décembre 1946.
Le tableau ci-dessous reprend le détail de son unique sélection.
| 1. | 8 décembre 1946 | Angleterre | 0-3 | Coupe d'Europe | Troisième ligne | - | - | - | - |

##### Statistiques en club
| Saison    | Saison                                              | Championnat                                         | Championnat                                         | Coupe                                               | Coupe                                               | Sélection                                           | Sélection                                           | Sélection                                           | Sélection                                           | Sélection                                           | Sélection                                           | Sélection |
| Saison    | Saison                                              | Comp.                                               | Class.                                              | Comp.                                               | Class.                                              | Comp.                                               | M                                                   | Pts                                                 | Ess.                                                | Buts                                                | Dp.                                                 |           |
| --------- | --------------------------------------------------- | --------------------------------------------------- | --------------------------------------------------- | --------------------------------------------------- | --------------------------------------------------- | --------------------------------------------------- | --------------------------------------------------- | --------------------------------------------------- | --------------------------------------------------- | --------------------------------------------------- | --------------------------------------------------- | --------- |
| 1938-39   | AS Carcassonne                                      | Championnat de France                               | 1/2 finale                                          | Coupe de France                                     | 1/4 finale                                          |                                                     |                                                     |                                                     |                                                     |                                                     |                                                     |           |
| 1940-1945 | Interdiction du rugby à XIII, passage au rugby à XV | Interdiction du rugby à XIII, passage au rugby à XV | Interdiction du rugby à XIII, passage au rugby à XV | Interdiction du rugby à XIII, passage au rugby à XV | Interdiction du rugby à XIII, passage au rugby à XV | Interdiction du rugby à XIII, passage au rugby à XV | Interdiction du rugby à XIII, passage au rugby à XV | Interdiction du rugby à XIII, passage au rugby à XV | Interdiction du rugby à XIII, passage au rugby à XV | Interdiction du rugby à XIII, passage au rugby à XV | Interdiction du rugby à XIII, passage au rugby à XV |           |
| 1944-45   | AS Carcassonne                                      | Championnat de France                               | Champion                                            | Coupe de France                                     | Finaliste                                           |                                                     |                                                     |                                                     |                                                     |                                                     |                                                     |           |
| 1945-46   | AS Carcassonne                                      | Championnat de France                               | Champion                                            | Coupe de France                                     | Vainqueur                                           |                                                     |                                                     |                                                     |                                                     |                                                     |                                                     |           |
| 1946-47   | AS Carcassonne                                      | Championnat de France                               | Finaliste                                           | Coupe de France                                     | Vainqueur                                           | CE                                                  | 1                                                   | -                                                   | -                                                   | -                                                   | -                                                   |           |
| 1947-48   | AS Carcassonne                                      | Championnat de France                               | Finaliste                                           | Coupe de France                                     | Finaliste                                           |                                                     |                                                     |                                                     |                                                     |                                                     |                                                     |           |

#### En tant qu'entraîneur
- Collectif :
  - Vainqueur du Championnat de France : 1946, 1952, 1953 (Carcassonne) et 1961 (Lézignan).
  - Vainqueur de la Coupe de France : 1946, 1947, 1951 et 1952 (Carcassonne) et 1960 (Lézignan).
  - Finaliste du Championnat de France : 1947, 1955, 1956 et 1958 (Carcassonne).
  - Finaliste de la Coupe de France : 1961 (Lézignan).